# Slivnitsa (Sofia)
Pour les articles homonymes, voir Slivnitsa.
Slivnitsa (bulgare : Сливница) est une ville située dans l'ouest de la Bulgarie.

## Géographie

### Géographie physique
Slivnitsa est située dans l'ouest de la Bulgarie, à 32 km au nord-ouest de la capitale Sofia, en direction de la Serbie. La ville est le chef-lieu de la commune de Slivnitsa. Elle est localisée à l'extrémité nord-ouest du Bassin de Sofia.

### Climat
Le climat est de type continental semi-montagneux. Les été sont chauds. Les hivers sont assez froids et marqués par des vents forts qui balayent la ville.

### Géographie humaine
| 1918 | 1926 | 1934  | 1943  | 1967  | 1975  | 1985  | 1992  | 2001  |
| ---- | ---- | ----- | ----- | ----- | ----- | ----- | ----- | ----- |
| -    | -    | 3 639 | 4 534 | 4 862 | 7 950 | 8 733 | 8 455 | 7 965 |

| 2011  | 2021  | 2022  | - | - | - | - | - | - |
| ----- | ----- | ----- | - | - | - | - | - | - |
| 7 594 | 6 909 | 6 870 | - | - | - | - | - | - |

## Histoire
La date de fondation de l'actuelle localité n'est pas connue. Les découvertes archéologiques témoignent qu'il y avait une hameau sur le site de la ville actuelle depuis l'Antiquité. La localité a été intégrée au Premier Empire bulgare en 809.
Pour la première fois, le nom du village de Slivnitsa est mentionné dans un document ottoman de 1456, qui décrit les possessions de Timars dans les nahiye de Vissoka et de Znépol. La localité a été incendiée et ravagée à plusieurs reprises, après quoi elle a été reconstruite et a souvent changé de nom. Les anciens noms de la ville sont : Kalinka, Kalkali, Hekal, Helkali, Alkaliya, Silibrika. L'origine précise du nom actuel n'est pas connue. La forme en < de l'actuelle ville résulte de l'histoire de celle-ci. Tout d'abord est apparue l'ancienne Slivnitsa (Voynichka mahala), le long de la rivière Krivorachtitsa puis, plus tard, le long de la rivière Slivnichka, les hameaux de Portareva, Gorna et Adamova, tandis que la partie centrale - dite Palanka - est apparue comme une localité séparée à vocation défense et militaire.
À l'ouest de la ville eut lieu la Bataille de Slivnitsa (novembre 1885), qui fut la principale bataille de la Guerre serbo-bulgare de 1885-1886.
Le village de Slivnitsa a acquis le statut de ville par décret no 546 du 15 septembre 1964.

## Administration
La ville de Slivnitsa est le chef-lieu de la commune de Slivnitsa. Son maire est le maire de la commune.

## Galerie

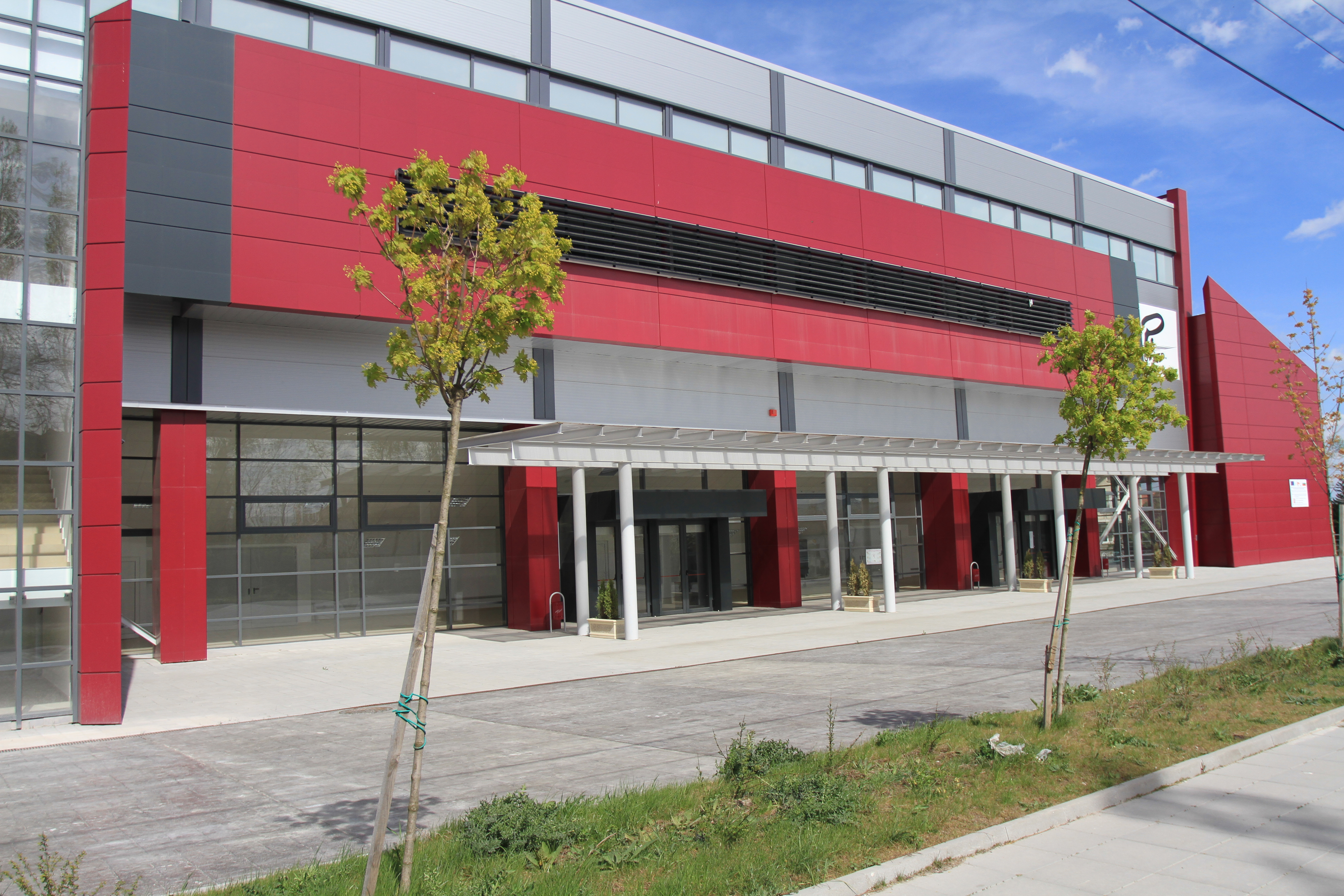
Le hall-aréna Slivnitsa
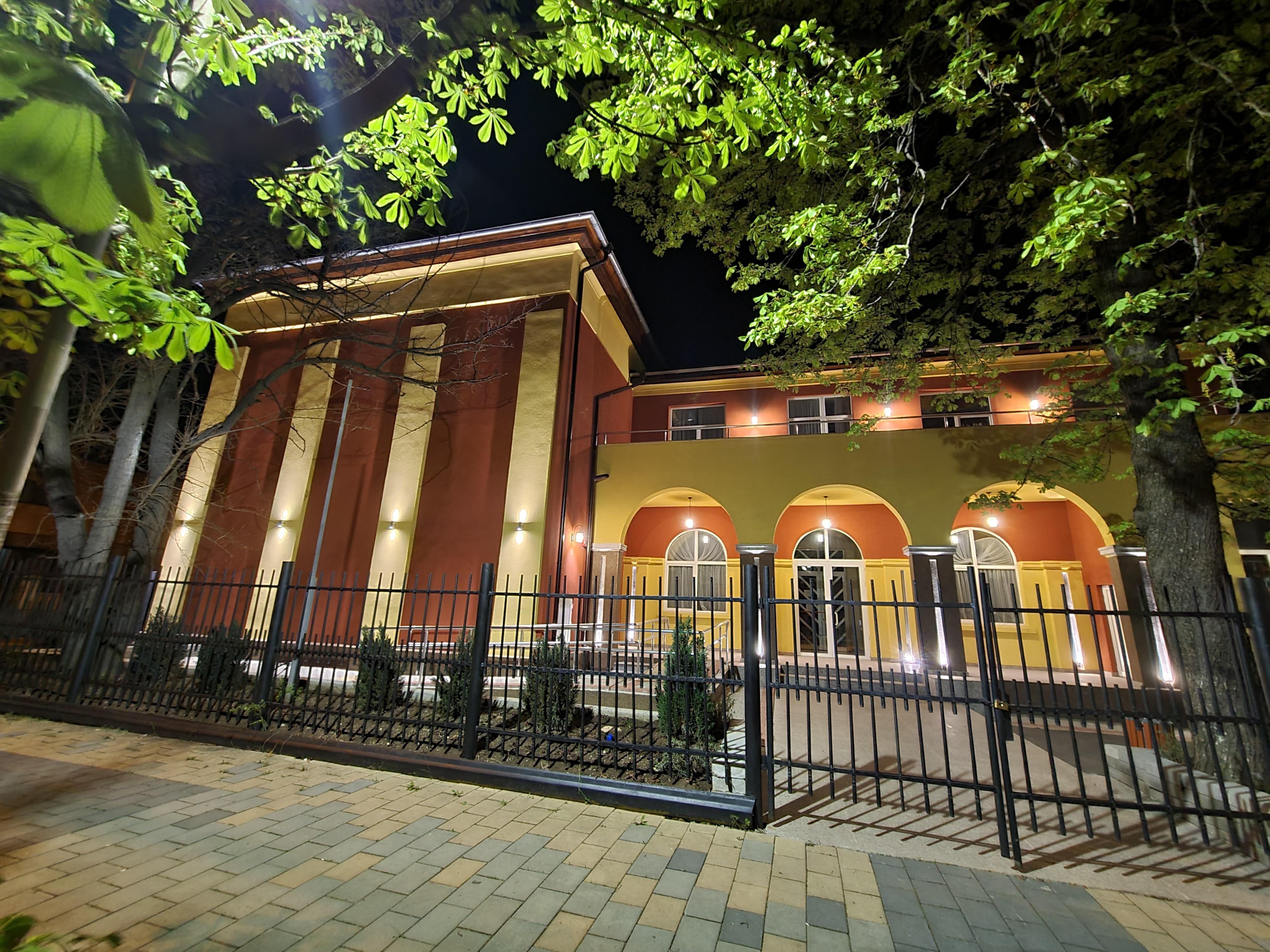
La maison de la jeunesse
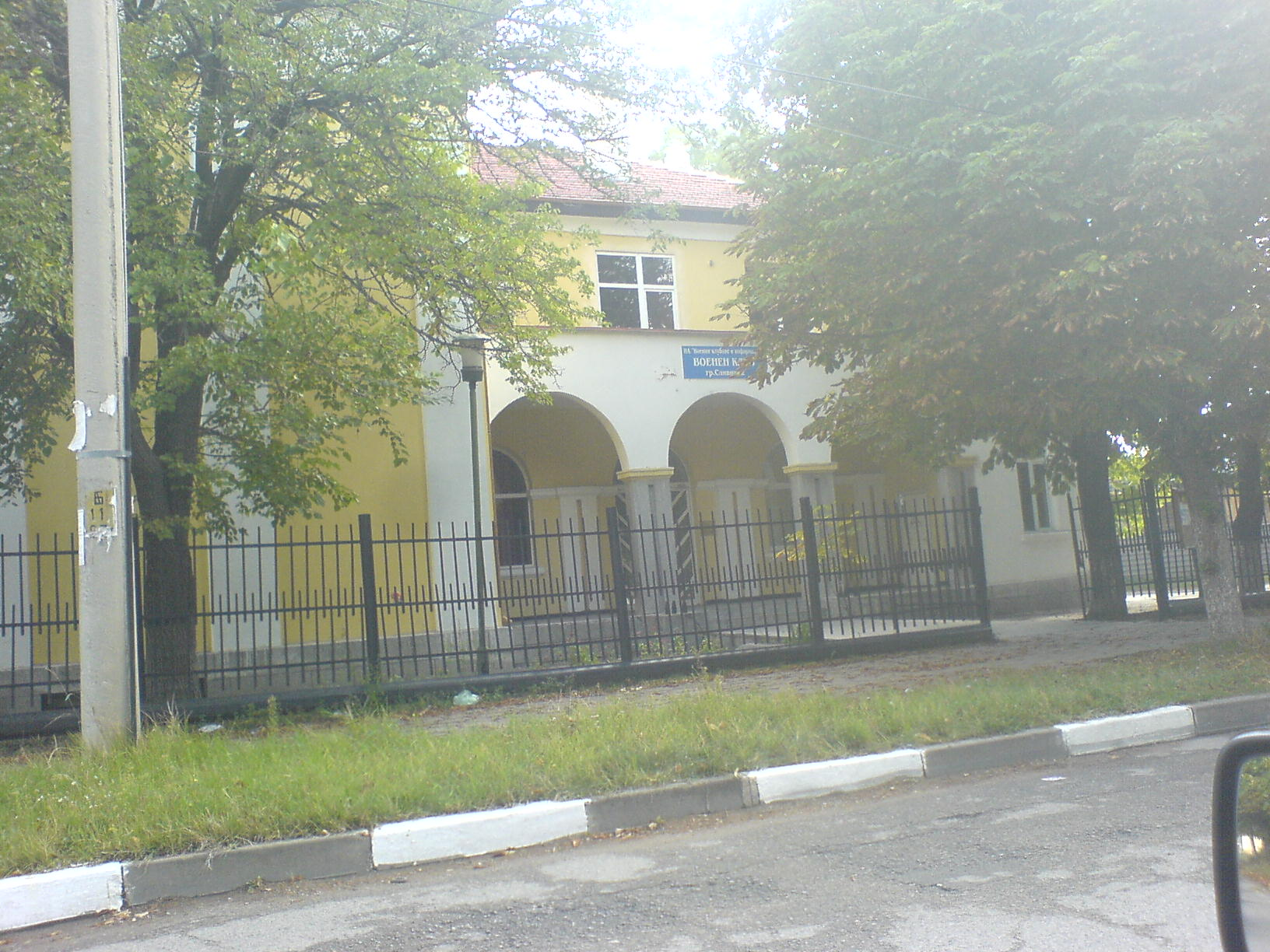
Le club militaire
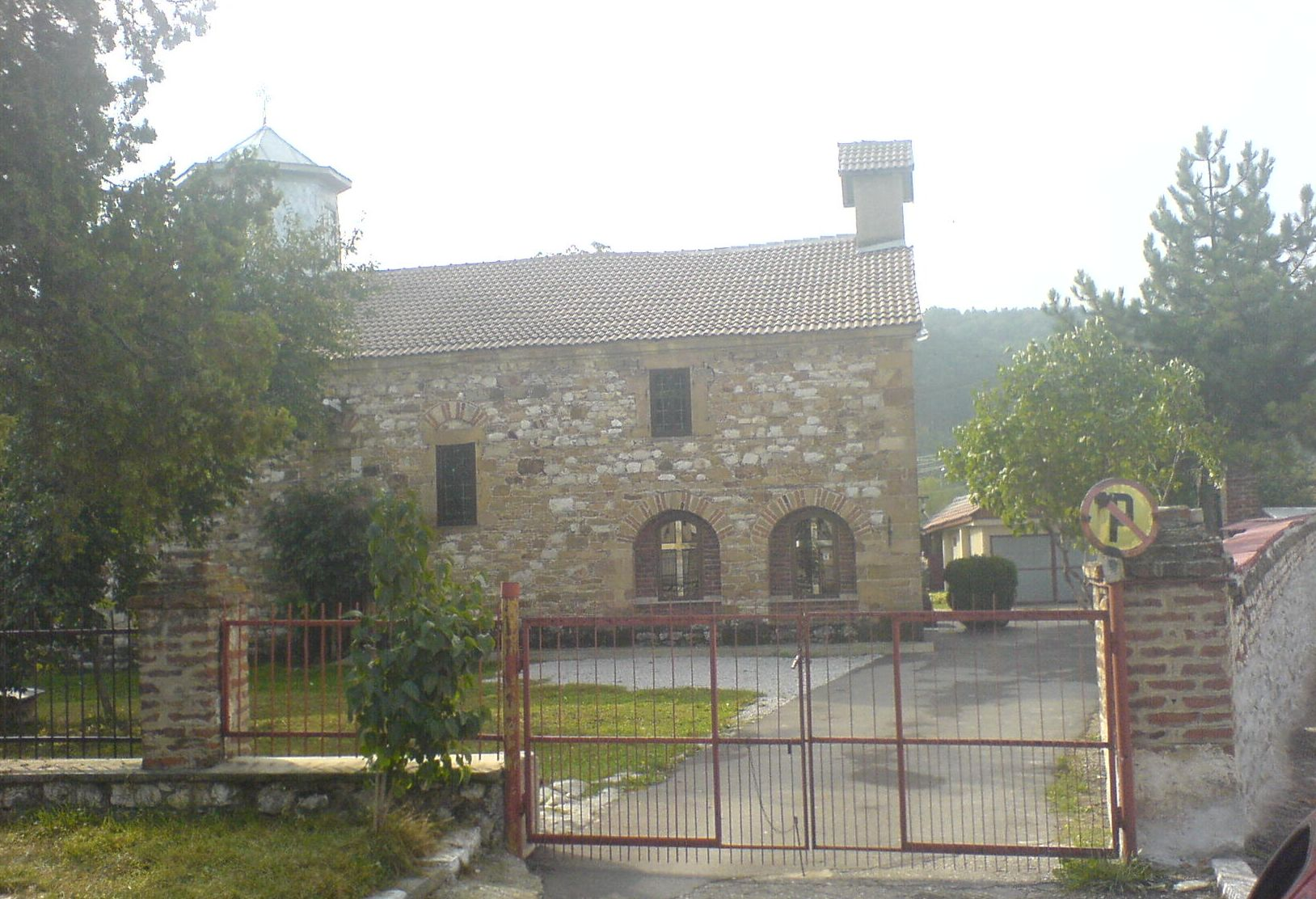
La chapelle Cyrille et Méthode
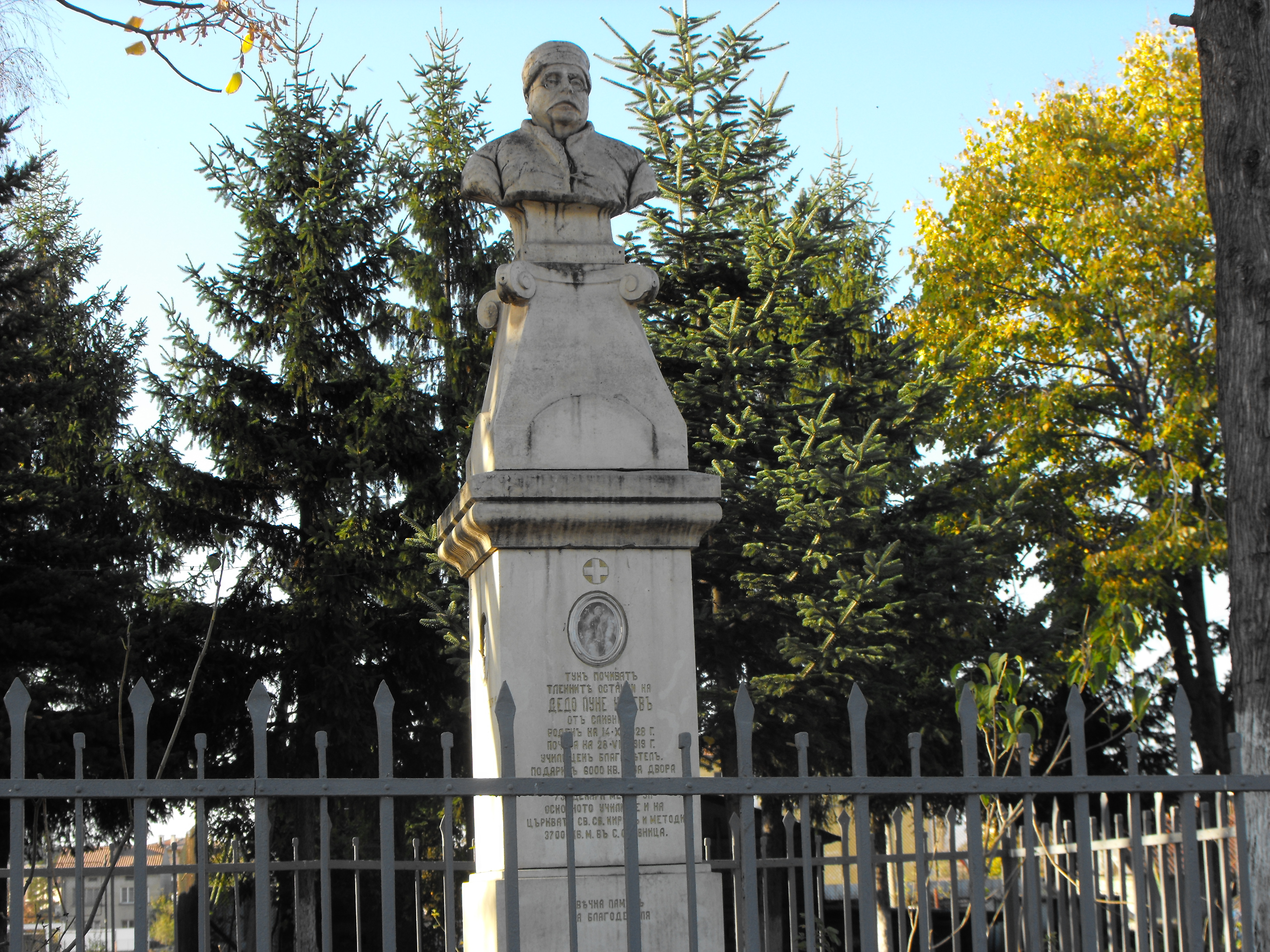
Monument à la mémoire de Dédo Pouné
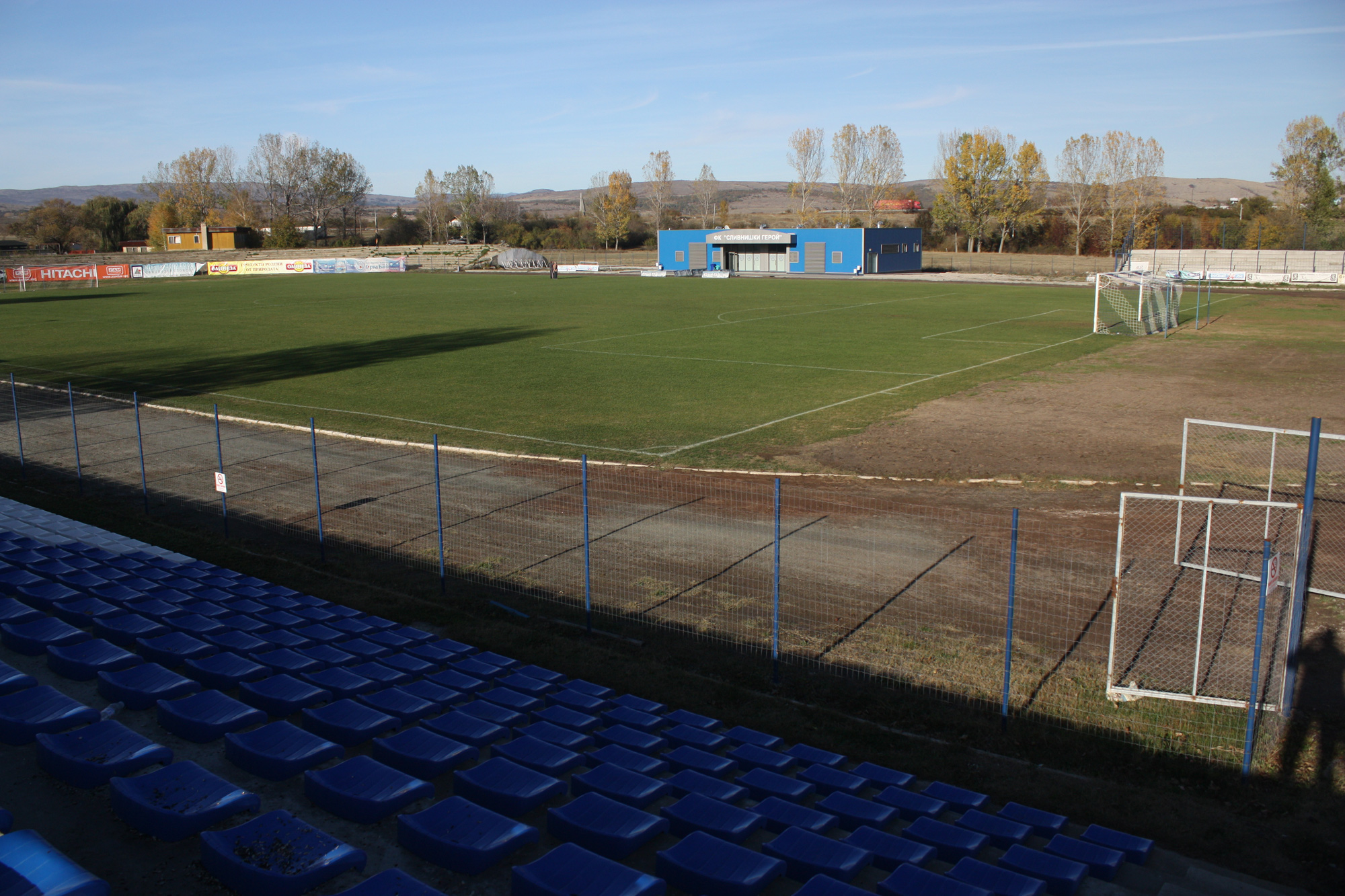
Le stade municipal
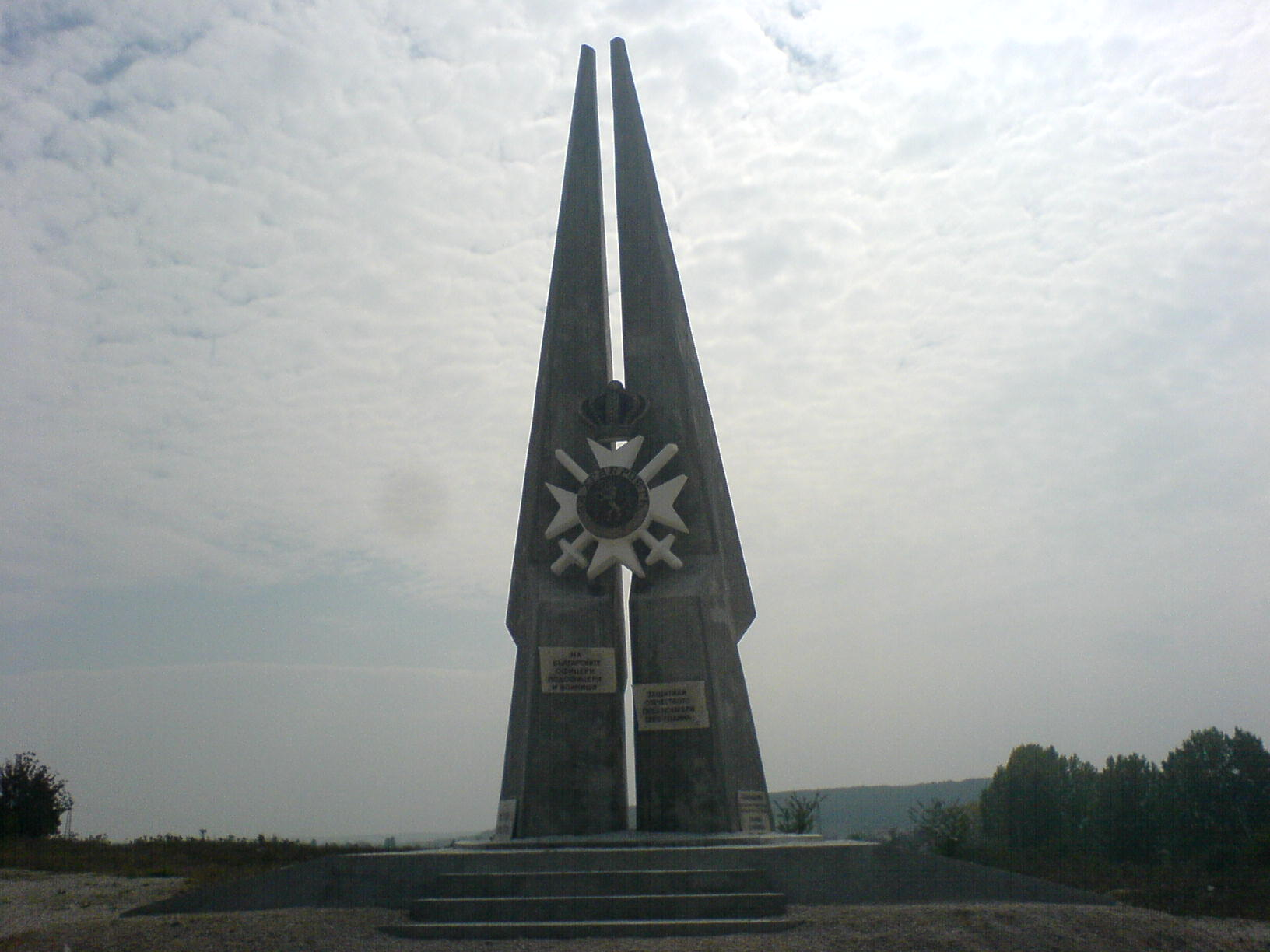
Monument de la guerre serbo-bulgare de 1885-1886, sur la route E80